# 大室・高室・菰池団地地区コミュニティタクシー
大室・高室・菰池団地地区コミュニティタクシー（おおむろ・たかむろ・こもいけだんちちくコミュニティタクシー）は、岡山県倉敷市にて運行されている乗合タクシー。

## 概要
- 下電バスのJR児島駅 - 鷲羽グランドホテル線が2005年9月30日をもって廃止されたことに伴い、2005年10月1日に大室・高室・菰池団地地区乗合タクシー運営委員会が岡山県タクシー協会児島支部（曙タクシー・下電タクシー（現在の下電観光バスタクシー部（下電タクシー））児島営業所の2社）に委託する形で運行開始した。
- 運賃は区間により異なっている。
  - 菰池1丁目 - 大室間のみの場合は1回利用大人300円、高校生以下は200円、6歳未満は無料。
  - 上記以外の場合は1回利用大人400円、高校生以下は200円、6歳未満は無料。
  - 高齢者（65歳以上）・障害者は「倉敷市コミュニティタクシー利用者証」・障害者手帳（身体障害者手帳・療育手帳・精神障害者保健福祉手帳）等・「おかやま愛カード」（運転経歴証明書）の提示で100円割引（併用不可）。
- 日曜日・祝日・1月1日は運休。
- 運行は、岡山県タクシー協会児島支部（曙タクシー・下電観光バスタクシー部（下電タクシー）児島営業所の2社）に委託されている。
- 予約制を採用しており、利用者は7時20分以前の便は前日19時まで、その他の便は乗車1時間前までに曙タクシーまで電話予約が必要。
- ジャンボタクシー用車両（9人乗り）またはセダン型タクシー車両（4人乗り）を使用している。

## 沿革
- 2005年10月1日 - 運行開始。

## 路線
路線番号が導入されている。
- T03 JR児島駅 - 天満屋ハピータウン前 - （ノンストップ） - 菰池1丁目 - 菰池団地 - 高室 - 大室
  - JR児島駅 - 菰池1丁目間のみの利用はできない。
  - 完全予約制で、予約のない区間は運行しない。

## 車両
- ジャンボタクシー用車両（トヨタ・ハイエース）とセダン型タクシー車両を使用している。